# Pichu Atienza
Francisco Javier Atienza Valverde, meglio noto come Pichu Atienza (Cañete de las Torres, 18 gennaio 1990), è un calciatore spagnolo, difensore del La Nucía.

## Statistiche

### Presenze e reti nei club
Statistiche aggiornate al 26 giugno 2022.
| Stagione                 | Squadra                  | Campionato               | Campionato | Campionato | Coppe nazionali | Coppe nazionali | Coppe nazionali | Coppe continentali | Coppe continentali | Coppe continentali | Altre coppe | Altre coppe | Altre coppe | Totale | Totale |
| Stagione                 | Squadra                  | Comp                     | Pres       | Reti       | Comp            | Pres            | Reti            | Comp               | Pres               | Reti               | Comp        | Pres        | Reti        | Pres   | Reti   |
| ------------------------ | ------------------------ | ------------------------ | ---------- | ---------- | --------------- | --------------- | --------------- | ------------------ | ------------------ | ------------------ | ----------- | ----------- | ----------- | ------ | ------ |
| 2007-2008                | Atlético Madrid B        | SDB                      | 1          | 0          |                 | -               | -               |                    | -                  | -                  |             | -           | -           | 1      | 0      |
| 2008-2009                | Atlético Madrid B        | SDB                      | 14         | 0          |                 | -               | -               |                    | -                  | -                  |             | -           | -           | 14     | 0      |
| 2009-2010                | Atlético Madrid B        | SDB                      | 27         | 2          |                 | -               | -               |                    | -                  | -                  |             | -           | -           | 27     | 2      |
| 2010-2011                | Atlético Madrid B        | SDB                      | 26         | 0          |                 | -               | -               |                    | -                  | -                  |             | -           | -           | 26     | 0      |
| Totale Atlético Madrid B | Totale Atlético Madrid B | Totale Atlético Madrid B | 68         | 2          |                 | -               | -               |                    | -                  | -                  |             | -           | -           | 68     | 2      |
| 2011-2012                | Siviglia Atlético        | SDB                      | 31         | 0          |                 | -               | -               |                    | -                  | -                  |             | -           | -           | 31     | 0      |
| 2012-2013                | Siviglia Atlético        | SDB                      | 34         | 2          |                 | -               | -               |                    | -                  | -                  |             | -           | -           | 34     | 2      |
| Totale Siviglia Atlético | Totale Siviglia Atlético | Totale Siviglia Atlético | 65         | 2          |                 | -               | -               |                    | -                  | -                  |             | -           | -           | 65     | 2      |
| 2013-2014                | Huesca                   | SDB                      | 33         | 2          | CR              | 1               | 0               |                    | -                  | -                  |             | -           | -           | 34     | 2      |
| 2014-2015                | Hércules                 | SDB                      | 37+4       | 2+0        | CR              | 0               | 0               |                    | -                  | -                  |             | -           | -           | 41     | 2      |
| 2015-2016                | Hércules                 | SDB                      | 30+6       | 3+0        | CR              | 1               | 0               |                    | -                  | -                  |             | -           | -           | 37     | 3      |
| Totale Hércules          | Totale Hércules          | Totale Hércules          | 67+10      | 5+0        |                 | 1               | 0               |                    | -                  | -                  |             | -           | -           | 78     | 5      |
| 2016-2017                | Reus                     | SD                       | 37         | 0          | CR              | 0               | 0               |                    | -                  | -                  |             | -           | -           | 37     | 0      |
| 2017-2018                | Reus                     | SD                       | 36         | 1          | CR              | 0               | 0               |                    | -                  | -                  |             | -           | -           | 36     | 1      |
| Totale Reus              | Totale Reus              | Totale Reus              | 73         | 1          |                 | 0               | 0               |                    | -                  | -                  |             | -           | -           | 73     | 1      |
| 2018-2019                | Numancia                 | SD                       | 38         | 2          | CR              | 0               | 0               |                    | -                  | -                  |             | -           | -           | 38     | 2      |
| 2019-2020                | Real Saragozza           | SD                       | 31         | 2          | CR              | 2               | 0               |                    | -                  | -                  |             | -           | -           | 33     | 2      |
| 2020-2021                | Real Saragozza           | SD                       | 11         | 0          | CR              | 2               | 0               |                    | -                  | -                  |             | -           | -           | 13     | 0      |
| Totale Real Saragozza    | Totale Real Saragozza    | Totale Real Saragozza    | 42         | 2          |                 | 4               | 0               |                    | -                  | -                  |             | -           | -           | 46     | 2      |
| 2021-2022                | Asteras Tripolīs         | SL                       | 18+6       | 0          | CG              | 1               | 0               |                    | -                  | -                  |             | -           | -           | 25     | 0      |
| Totale carriera          | Totale carriera          | Totale carriera          | 420        | 16         |                 | 7               | 0               |                    | -                  | -                  |             | -           | -           | 427    | 16     |

## Palmarès

### Nazionale
- Campionato d'Europa Under-17: 1

Belgio 2007